# Протока Бігля
Протока Бігля (англ. Beagle Channel, ісп. canal de Beagle) — протока в Тихому океані біля південних берегів Аргентини й Чилі, розташована на 55° пд. ш. і між 71° і 66° зх. д. Названа на честь корабля «Бігль», команда якого відкрила її у 1830 році. На цьому кораблі Чарльз Дарвін обігнув Південну Америку під час своєї знаменитої подорожі.
На берегах протоки розташовані населені пункти Ушуая, Пуерто-Вільямс і Пуерто-Торо, що вважаються найпівденнішими населеними пунктами у світі. Тут також знаходиться найпівденніший у світі маяк, який є туристичним об'єктом.
Протока вузька, її ширина місцями всього 5—6 кілометрів.
Як і Магелланова протока, протока Бігль спокійна. Прилегла до протоки на північному заході Кордильєр-Дарвін із льодовиковим полем на вищій горі архіпелагу робить його популярним туристичним місцем. Під час туристичної прогулянки уздовж протоки Бігль можна побачити тюленів, пінгвінів (включаючи магелланових) і бакланів.